# 玫瑰古狼蛛屬
玫瑰古狼蛛（學名：Rosamygale）是一個已滅絕的三疊紀蜘蛛屬，其物種只有格氏玫瑰古狼蛛（Rosamygale grauvogeli）。此為猛蛛亞目最古老的已知成員，是蜘蛛的三個主要分支之一，其中包括眾所周知的形式，如捕鳥蛛和毒疣蛛。牠是由瑟登（Selden）和蓋爾（Gall）在1992年從法國中三疊世（安尼期～2.47－2.42億年前）的穆勒砂岩和沃爾茲亞砂岩層中發現的標本所描述的。牠也被認為是小鳥蛛總科最古老的已知成員，小鳥蛛總科是猛蛛亞目的兩個主要分支之一。

## 描述
玫瑰古狼蛛屬是通過壓縮化石而描述的，壓縮化石由幾個幼年和成年個體的棕色有機角質層殘骸組成，長度可達6毫米。

## 親緣關係
在最初的描述中，玫瑰古狼蛛屬被置於六疣蛛科中，但有保留。然而後來的研究指出，牠被置於該科的基礎上，而這些特徵對於許多擬態蜘蛛群來說是祖徵。它可以被安全地放在小鳥蛛總科中，這是兩個主要的猛蛛亞目蜘蛛群之一，基於沒有腹部的盾版（位於身體底部的硬板）和分離良好的後側絲囊（絲紡器官）。

## 古環境
發現蜘蛛的沉積物代表一個三角洲環境，化石被發現的地方可能是一個在雨季填滿的積水半鹹水塘，周圍有稀疏的植被。相關的陸生動物群包括蠍子、多足類和昆蟲，水生動物群則包括舌形貝、蛤蜊蝦和魚類。作者推測，由於該環境的性質，玫瑰古狼蛛會鑽入或靠近溪流的岸邊。原始的小鳥蛛，如玫瑰古狼蛛，被認為是使用漏斗狀和片狀的網進行捕獵。